# 2006年以色列議會選舉
2006年以色列议会選舉於2006年3月28日舉行。這場選舉將投選下任以色列總理。期間沙龍因突發嚴重中風，艾胡德·奧爾默特接替他所有的職務。2006年1月16日，艾胡德·奧爾默特被選為前進黨代理主席，成為前進黨總理候選人。奧爾默特最終大選後成功組建聯合政府。

## 原因及經過
2003年议会選舉中，阿里埃勒·沙龍的利庫德集團取得三分之一的席位，而其對手工黨則只取得19席（剛好是利庫德的一半），失去過往的優勢。然而自從這次選舉後，利庫德集團在以巴衝突事件中遭受嚴重的分裂，2005年1月工黨前領袖希蒙·佩雷斯帶領其黨加入了沙龍內閣，組成了聯合政府去“對付”利庫德黨內的“鷹派”。2005年末，工黨新領袖阿米爾·佩雷茲毅然脫離沙龍的聯合政府，然而副總理希蒙·佩雷斯則留在沙龍的內閣中；之後，沙龍與執政利庫德集團決裂，建立了溫和前進黨，並要求總統摩西·卡察夫解散議會，提前舉行大選。佩雷斯也跟隨他加入其黨。2006年1月4日，沙龍因突發嚴重中風被緊急送往耶路撒冷哈達薩醫院進行搶救（詳情請見沙龍中風危機），艾胡德·奧爾默特接替他所有的職務。2006年1月16日，奧爾默特被選為前進黨代理主席，成為前進黨總理候選人。

## 參與的政黨（其領袖）
- 以色列前進黨（艾胡德·奧爾默特代理）
- 以色列工黨（阿米爾·佩雷茲）
- 利庫德集團（本雅明·內塔尼亞胡）
- 轉變黨（約瑟夫·拉孛）
- 沙斯黨（艾利·伊斯）
- 國家信仰黨（歐雷夫）
- 國家聯盟（本尼·埃龍）
- 力量黨（攸西·貝霖）

## 民意調查（沙龍病危期間）
總計有120個席位在以色列國會內。
| 政黨             | 2006年1月5日的結果 | 2006年1月5日的結果 | 2006年1月5日的結果 |
| 政黨             | 1                  | 2                  | 3                  |
| ---------------- | ------------------ | ------------------ | ------------------ |
| 前進黨           | 39                 | 40                 | 35                 |
| 工黨             | 20                 | 18                 | 19                 |
| 利庫德集團       | 16                 | 13                 | 17                 |
| 沙斯黨           | 9                  | 10                 | 11                 |
| 以色列——我們的家 | 6                  | 5                  | 5                  |
| 力量黨           | 6                  | 5                  | 4                  |
| 國家聯盟         | 5                  | 7                  | 5                  |
| 托拉統一黨       | 5                  | 7                  | 5                  |
| 轉變黨           | 4                  | 4                  | 3                  |
| 國家信仰黨       | 3                  | 4                  | 3                  |

## 選舉結果
| 政黨                   | 得票數  | 百分比 | 議席數 | 增減   |
| ---------------------- | ------- | ------ | ------ | ------ |
| 前進黨                 | 690,901 | 22.02% | 29     | 新政黨 |
| 工黨                   | 472,366 | 15.06% | 19     | 0      |
| 沙斯黨                 | 299,054 | 9.53%  | 12     | 1      |
| 利庫德集團             | 281,996 | 8.989% | 12     | -26    |
| 以色列——我們的家       | 281,880 | 8.985% | 11     |        |
| 國家聯盟               | 224,083 | 7.14%  | 9      |        |
| 退休金黨               | 185,759 | 5.92%  | 7      | 新政黨 |
| 托拉統一黨             | 147,091 | 4.69%  | 6      | 1      |
| 力量黨                 | 118,302 | 3.77%  | 5      | -1     |
| 聯合阿拉伯—阿拉伯更新  | 94,786  | 3.02%  | 4      | 2      |
| 「和平與平等」民主聯盟 | 86,092  | 2.74%  | 3      | 0      |
| 國民民主大會           | 72,066  | 2.30%  | 3      | 0      |
| 轉變黨                 | 4,675   | 0.16%  | 0      | -15    |
| 其他                   | 178013  | 5.69   | 0      | 0      |

## 影響
2006年以色列國會選舉是有史以來有三個關鍵的政黨（工黨、前進黨、利庫德集團）相對於過去只得兩個政黨（工黨、利庫德集團）才有機會領導組建聯合政府的權力，亦有很多人談論這次選舉「三強鼎立」。隨著沙龍的中風危機，美國在中東失去了自己最親密的“盟友”；這次選舉也對於中東局勢及巴以衝突的和平有很大的影響。
奧爾默特領導的前進黨在大選中取得第一大黨地位，並在此後組建聯合政府，使過去的政策得以繼續維持。